# Clerus
Genre
Taxons de rang inférieur
- Voir le texte

Clerus est un genre d'insectes de l'ordre des coléoptères, de la famille des Cleridae.

## Liste des espèces
Selon BioLib (18 juillet 2025) :
- Clerus bimaculatus (Blackburn, 1897)
- Clerus dealbatus Kraatz, 1879
- Clerus gilberti (Whilte, 1849)
- Clerus mutillaeformis Reitter, 1895
- Clerus mutillarius Fabricius, 1775
- Clerus mutillaroides Reitter, 1893
- Clerus thanasimoides Chevrolat, 1874

### Espèce européenne
Il n'existe, en Europe, qu'une seule espèce du genre Clerus :
- Clerus mutillarius Fabricius, 1775.

C'est un petit coléoptère assez trapu au thorax noir, à l'abdomen rouge sous les élytres. Commun dans le centre et le sud de l'Europe sur les troncs et tas de bois, il montre une préférence pour le chêne. Il est prédateur de petits insectes.